# Галерея Дориа-Памфили
Галерея Дориа-Памфили (итал. Galleria Doria Pamphilj) — частная галерея с богатым собранием живописи, скульптуры и мебели, расположенным в Палаццо Дориа-Памфили на виа дель Корсо в Риме (не путать с Палаццо Памфили на Пьяцца Навона и Виллой Дориа-Памфили в районе Трастевере). Наиболее значимая часть собрания — итальянская живопись XVII века.

## История коллекции
Галерея Дориа-Памфили была создана в 1651 году. За два века здание успело сменить несколько знатных владельцев — выходцев из аристократических римских семейств. Но в конечном итоге перешло к представителям фамилии генуэзских мореходов Дориа и патрицианской фамилии Памфили. Во дворце и сегодня проживают потомки этих семей. История картинной галереи дворца начинается с брака Камилло Памфили с Олимпией Альдобрандини, благодаря которым собрание обогатилось произведениями Рафаэля, Тициана, Пармиджанино и Беккафуми.
К середине XVII века Камилло владел четырьмя работами Караваджо, одна из которых, под названием «La buona ventura» (на русском языке картина известна как «Гадалка»), была передана Людовику XIV в 1665 году и сейчас находится в Лувре. Позднее Камилло приобрёл много произведений художников болонской школы, а также картин Клода Лоррена и некоторые работы из коллекций Бонелли и Савелли. Коллекции требовалось подходящее место: было выбрано здание на Виа дель Корсо, ранее принадлежавшее семье Делла Ровере, которое в 1601 году было передано Альдобрандини. В этом здании в период с 1678 по 1681 год были созданы различные залы. В 1760 году, когда филиал Дориа-Памфили перешёл к роду Дориа, были приобретены работы Бронзино и Себастьяно дель Пьомбо и серия гобеленов (ныне выставленных в Генуе).

## Экспозиция музея
По мере того, как состояние семьи росло, дворец расширялся; он до настоящего времени является крупнейшим частным дворцом в Риме и подходящим местом для хранения и демонстрации коллекций. Художественное собрание размещено в четырёх галереях дворца и насчитывает более пятисот произведений искусства. Центральная лестница ведёт на первый этаж (piano nobile) старинной резиденции в Салон Пуссена (Salone di Poussin) — зал, полностью отведён картинам живописца Гаспара Дюге, шурина Никола Пуссена. В 1661 году Камилло Памфили заказал множество картин в жанре пейзажа.
Галерея Дориа-Памфили — это непрерывный поток картин величайших художников европейской живописи: Тициана, Брейгеля, Гверчино, Корреджо, Рафаэля, Паоло Веронезе, Джованни Беллини, Пармиджанино, представителей болонской школы Аннибале Карраччи, Гвидо Рени, Доменикино и других. В картинной галерее приблизительно 400 работами представлена одна из лучших коллекций произведений искусства в Риме.

## Основные залы
- Первый зал: Аннибале Карраччи («Мария Магдалена»), Чиголи («Христос в доме фарисеев»), Сарачени, Гверчино.
- Зал XVIа — Караваджо («Кающаяся Магдалина», «Отдых на пути в Египет»)
- Зал XVа — Рафаэль, Тициан («Иоанн Креститель»)
- Зал XIVа — Мазолино, Романо.
- Зеркальная галерея: Доменикино, Гверчино, Тициан, Марчелло Венусти, портреты Веласкеса и скульптура Бернини, античные римские статуи.
- Зал семьи Альдобрандини: античная скульптура, мраморные рельефы Франсуа Дюкенуа.

## Наиболее известные произведения галереи

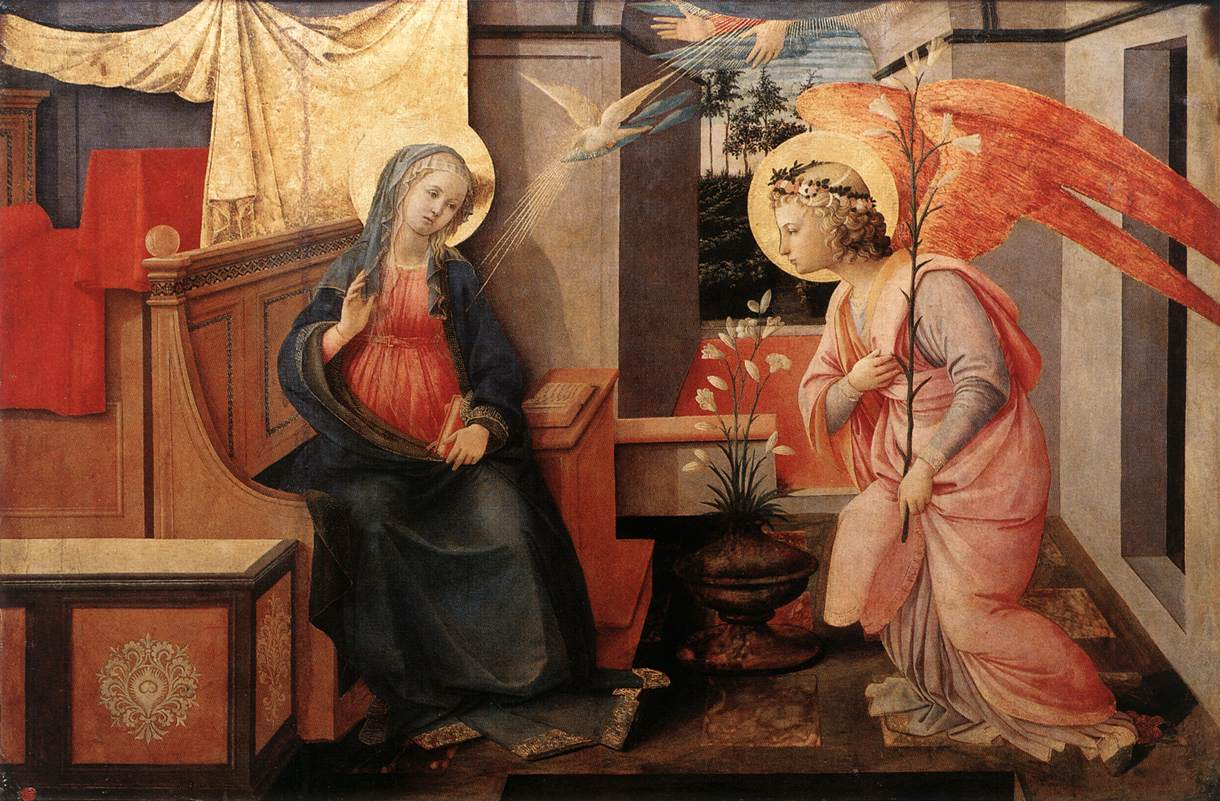
Филиппо Липпи. Благовещение. 1445–1450
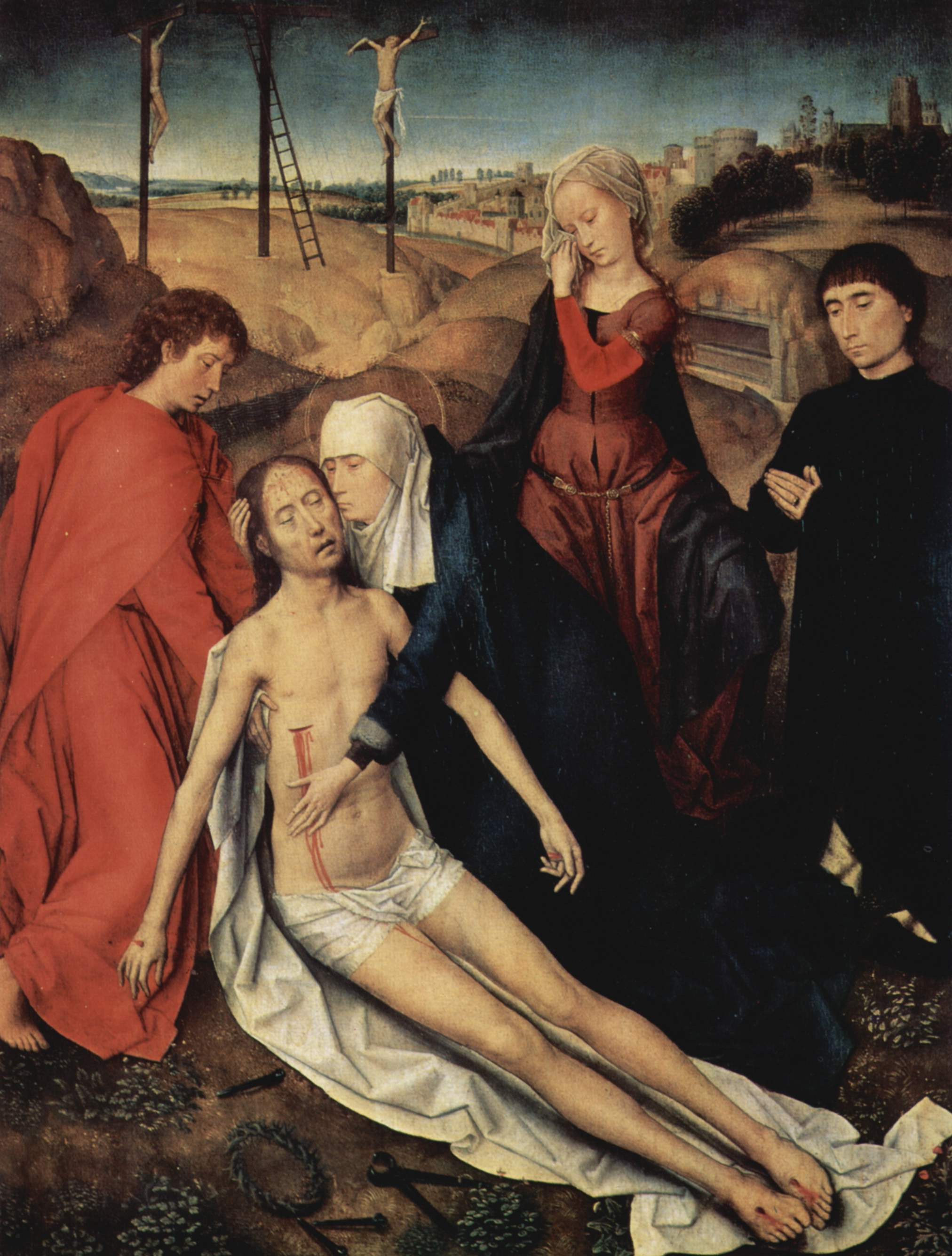
Ганс Мемлинг. Оплакивание Христа с донатором. Ок.1470
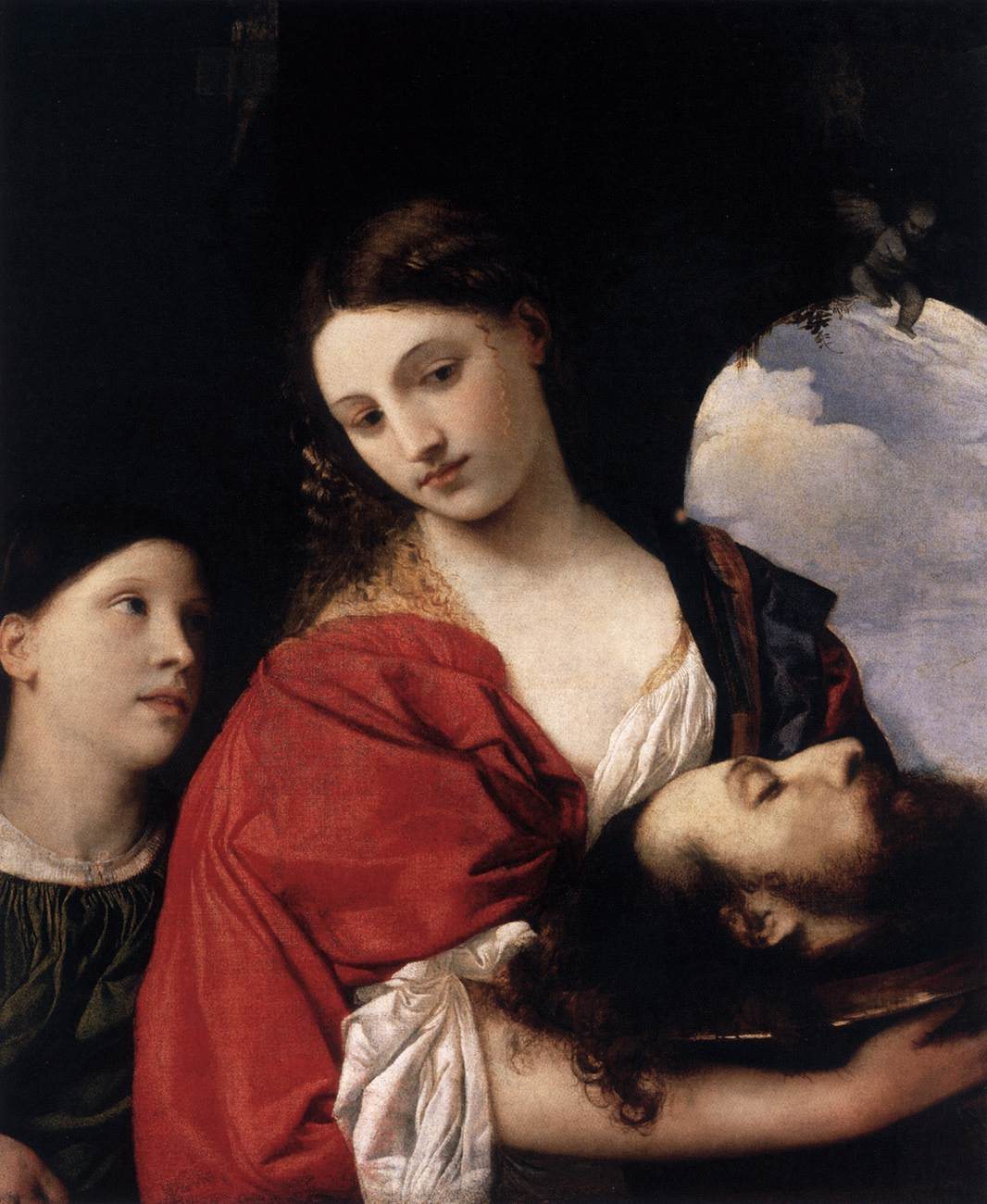
Тициан. Саломея. Ок 1515
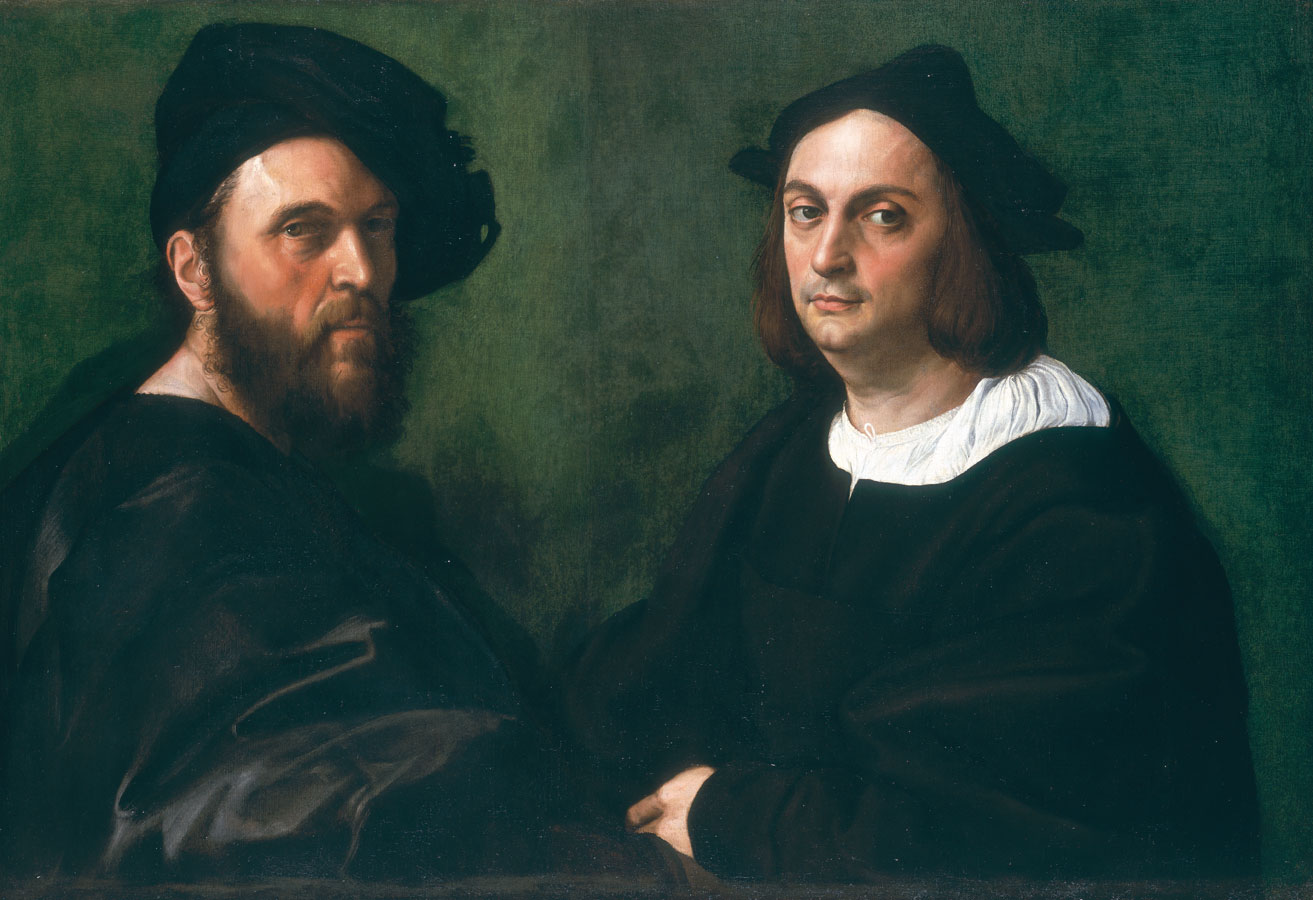
Рафаэль Санти. Двойной портрет Андреа Наваджеро и Агостино Беаццано. Ок. 1516
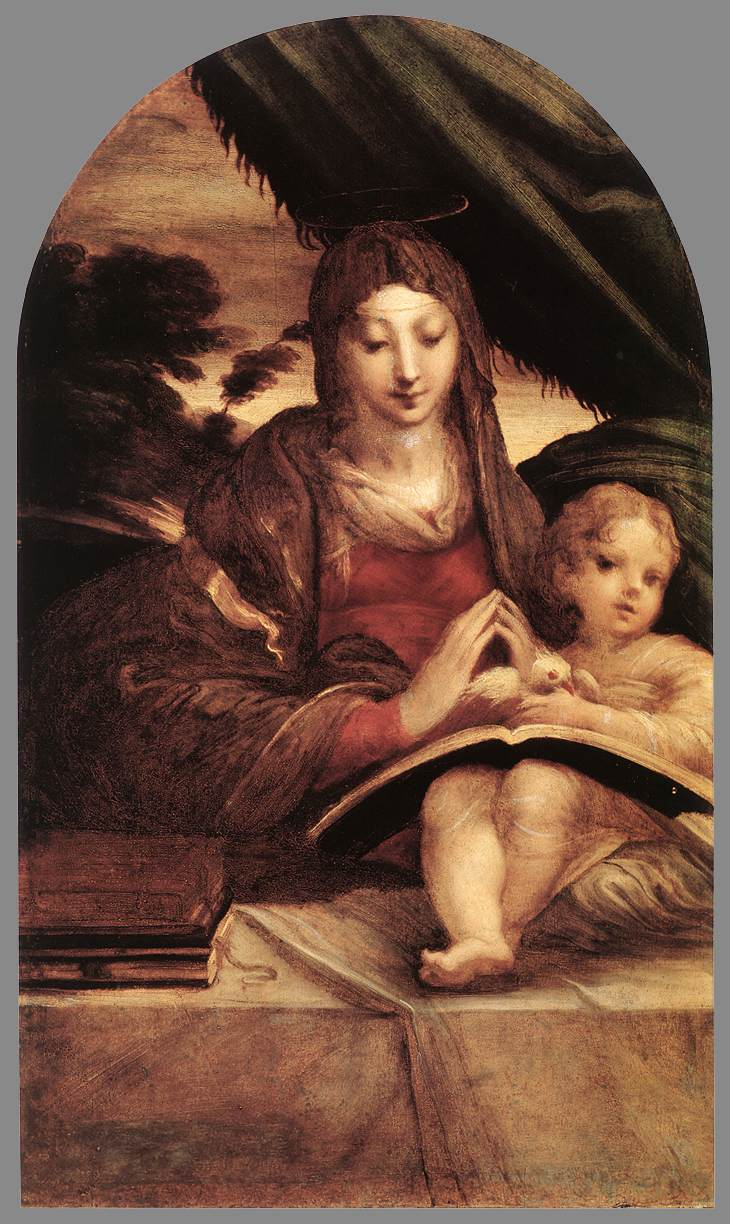
Пармиджанино. Мадонна Дориа. Ок. 1525
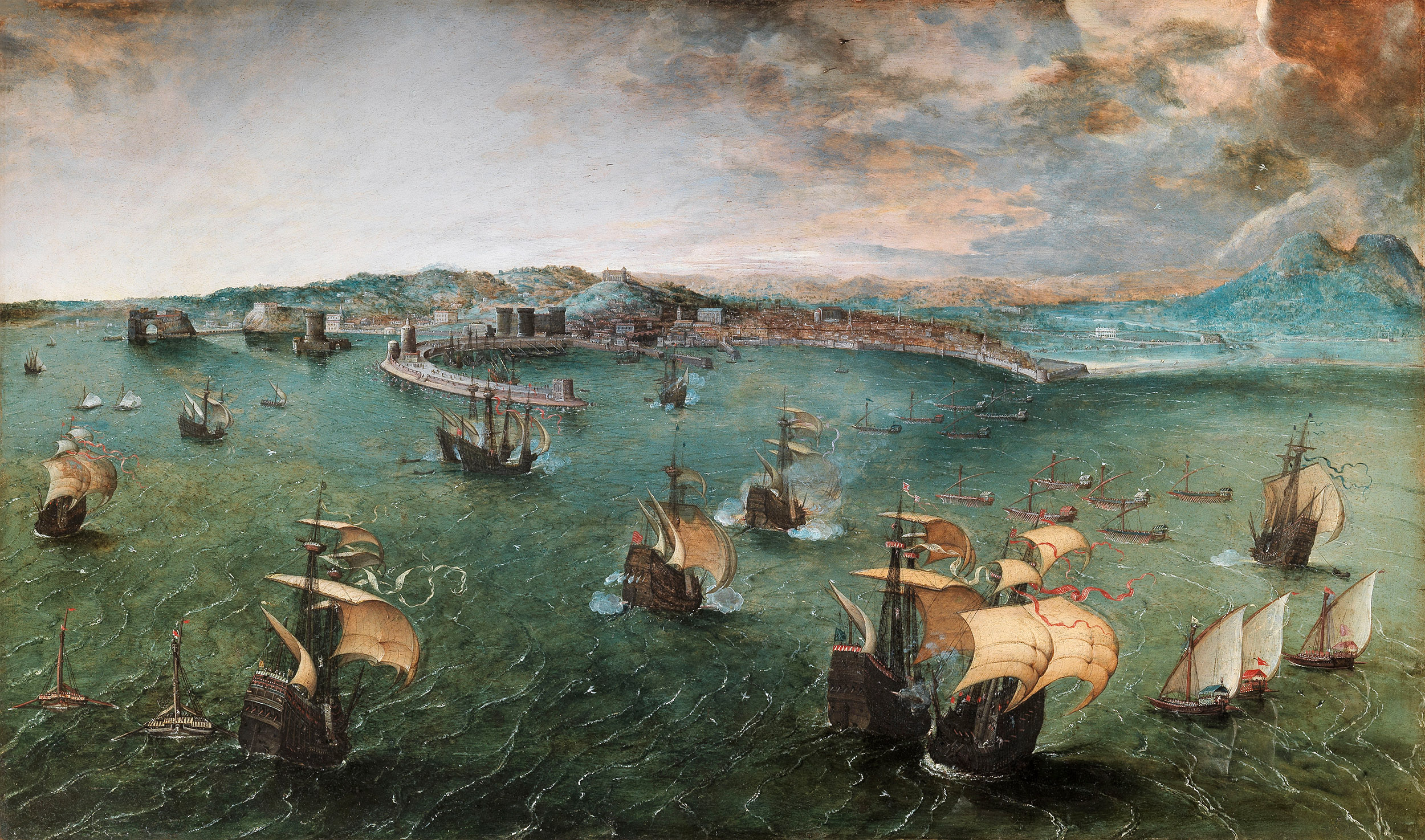
Питер Брейгель Старший. Неаполитанская гавань. Ок. 1556
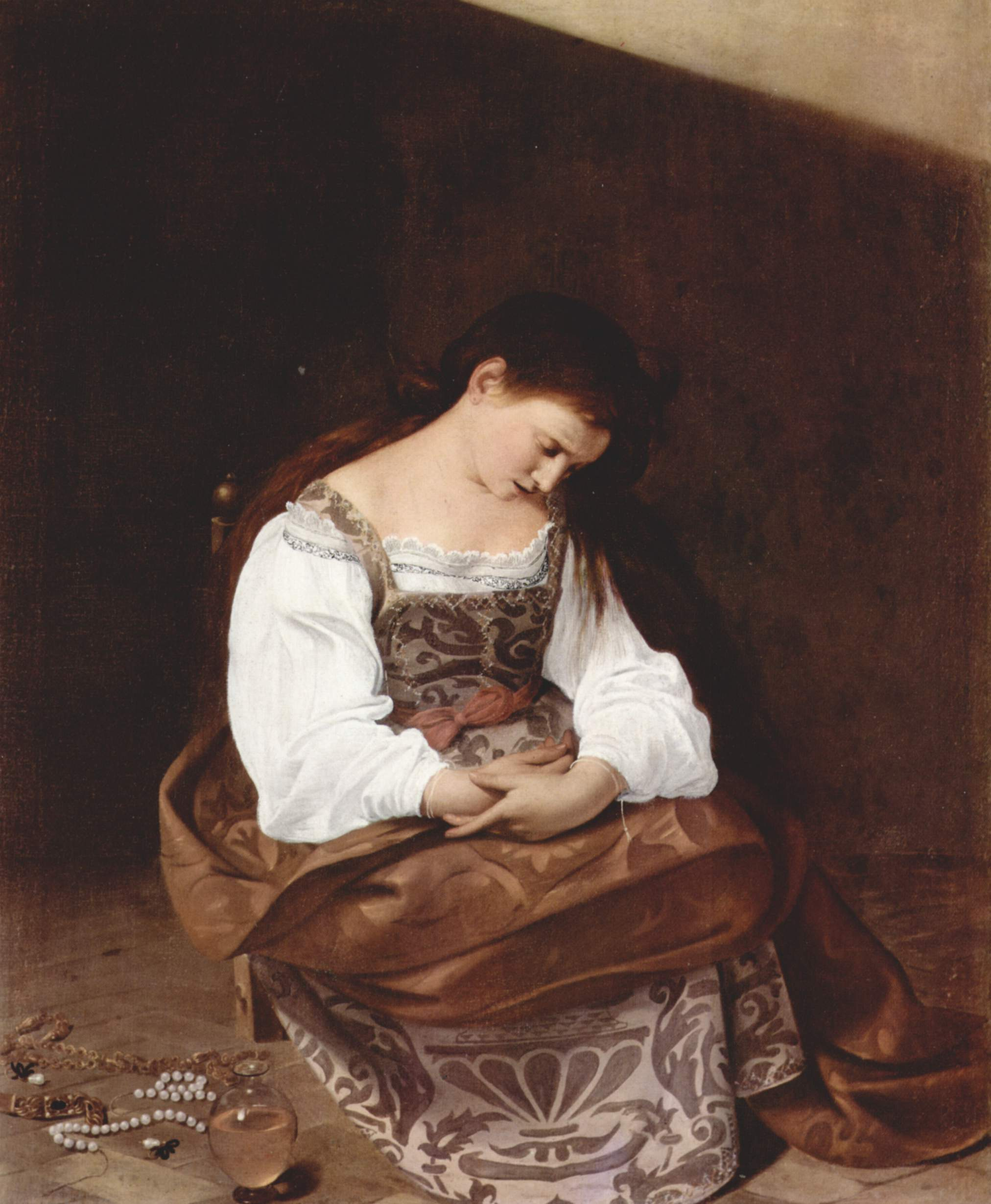
Караваджо. Кающаяся Магдалина. 1594–1596
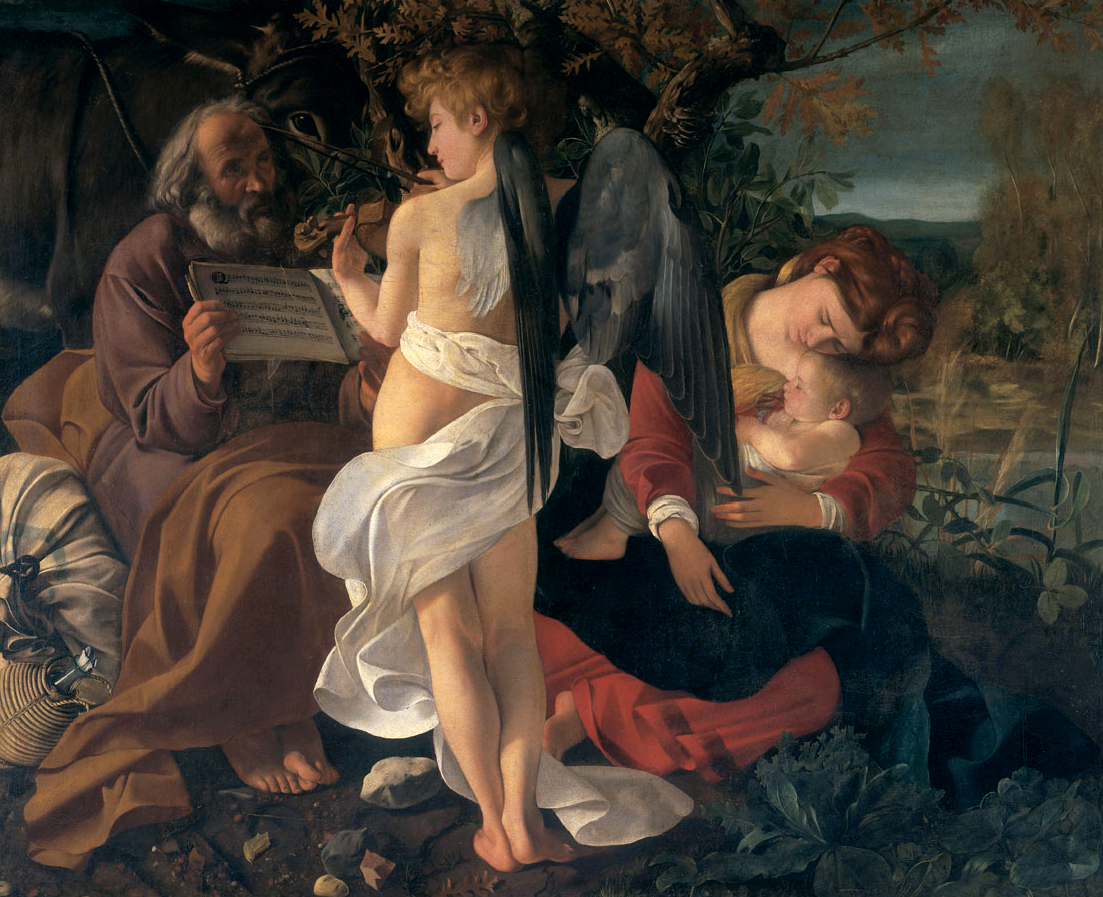
Караваджо. Отдых на пути в Египет. Между 1594 и 1596
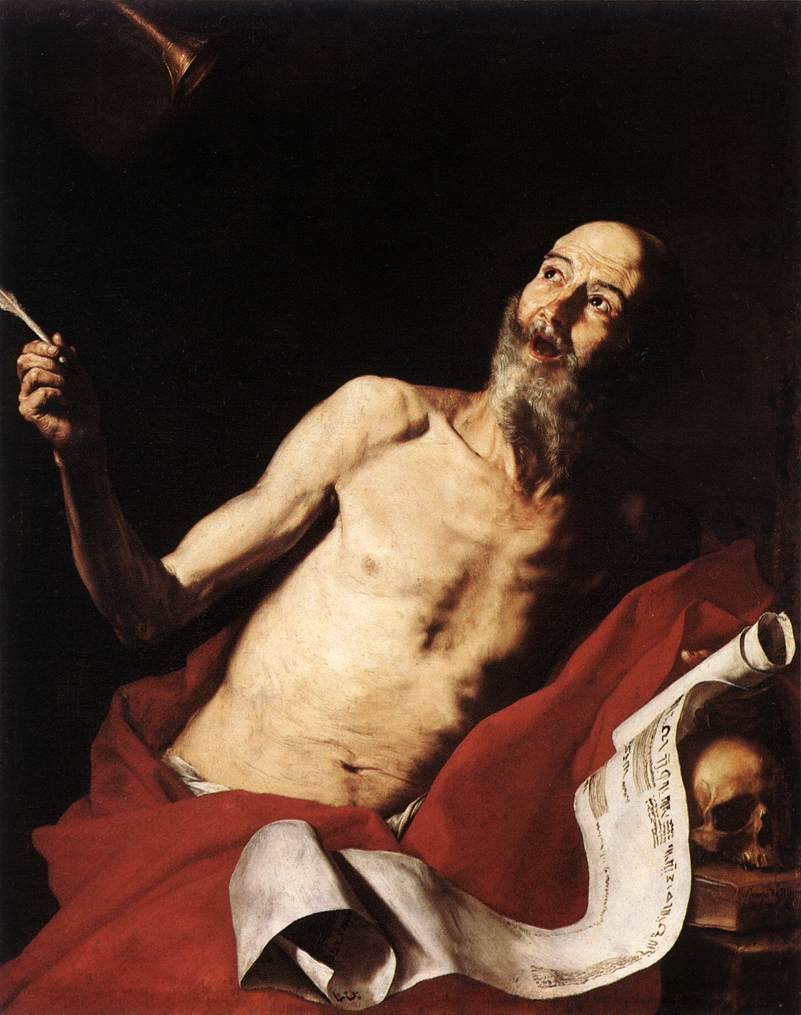
Хусепе (Хосе) де Рибера. Святой Иероним. 1629
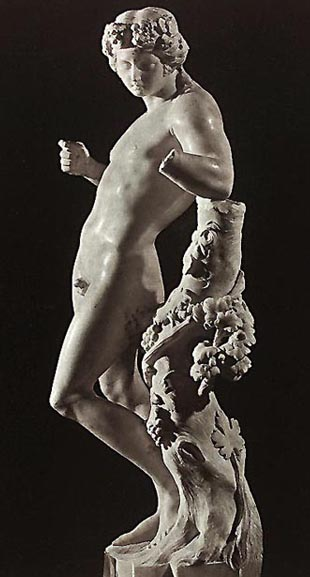
Франсуа Дюкенуа. Вакх. Ок. 1630
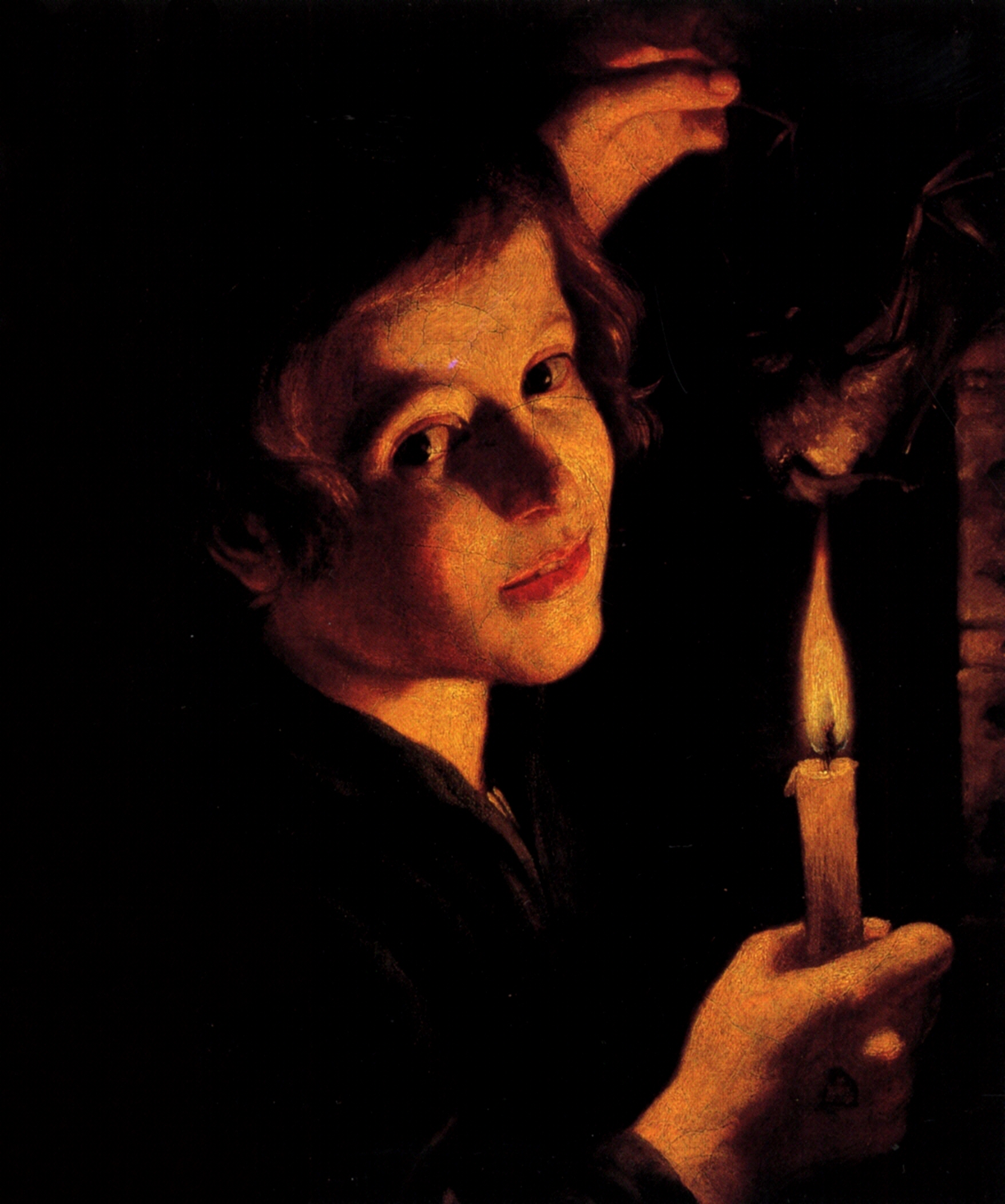
Мастер света свечи. Мальчик с летучей мышью. До 1650
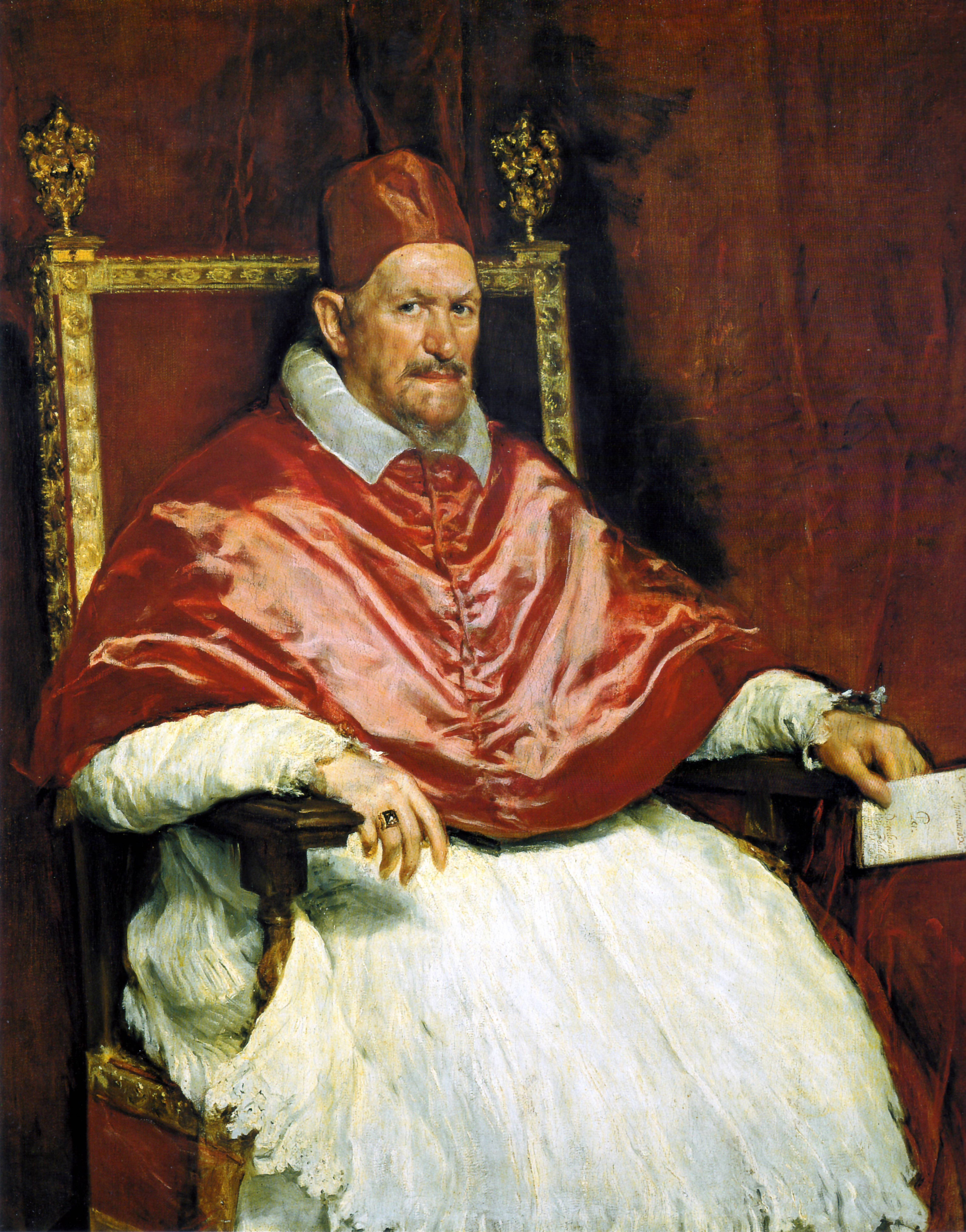
Диего Веласкес. Портрет папы Иннокентия X. 1650
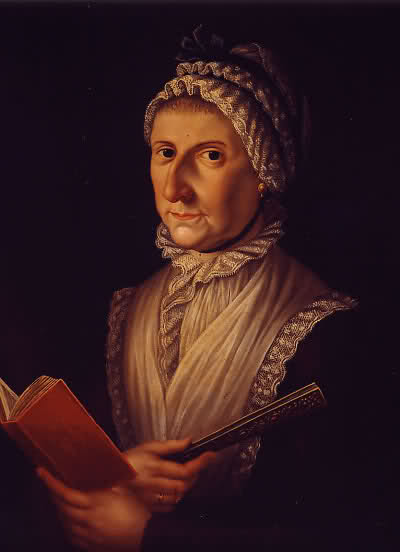
Неизвестный художник. Портрет Леопольдины Савойской. Ок. 1800